# Lago Kyoga
El lago Kyoga es un lago de aguas someras situado en Uganda, de unos 1720 km² de superficie y ubicado a 914 m de altitud. El  Nilo Blanco lo cruza en su recorrido entre el lago Victoria y el lago Alberto. La importante contribución del lago Victoria está regulada por la presa de la central eléctrica de Nalubaale en  Jinja. Otra fuente de agua para el lago es la región del monte Elgon en la frontera entre Kenia y Uganda. Aunque el lago Kyoga es parte de la red hídrica de los Grandes Lagos, no es en sí misma considerado como uno de ellos.

## Características
El lago alcanza una profundidad máxima de 5,7 metros y en la mayor parte de su superficie, tiene menos de 4 metros de profundidad. Las mayor parte de las zonas con menos de 3 metros de profundidad se encuentran completamente cubiertas con nenúfares gigantes, mientras que la mayoría de la costa es una zona pantanosa cubierta por papiro y  jacintos de agua. El papiro también forma islas flotantes que van a la deriva entre las muchas pequeñas islas que sobresalen en el lago. Zonas pantanosas rodean el lago, alimentadas por una red compleja de canales y ríos 

## Fauna
Entre la fauna, no menos de 46 especies de peces viven en el Lago Kyoga y al menos cuarenta especies de mamíferos y gran número de cocodrilos.  

## Nivel del lago
Lluvias excesivas atribuidas a El Niño en 1997 y 1998 provocaron un aumento excepcional de las aguas, formándose muchas islas de papiro en el  Nilo Blanco donde se acumularon. Esta barrera natural elevó el nivel del lago, inundando cerca de 580 km² de tierras circundantes (DWD 2002) que requirió una evacuación de la población y produjo una crisis económica en la región. En 2004, Egipto otorgó 13 millones de dólares para regular el caudal del Nilo en el lago Kyoga. Pero en el 2005, el flujo seguía estando bloqueado en gran parte.